# Kubbestolen
Der Kubbestolen (norwegisch für Rundholzstuhl) ist ein 2070 m hoher und eisfreier Berg im ostantarktischen Königin-Maud-Land. Im Kurzegebirge der Orvinfjella ragt er am nordwestlichen Ende der Vinten-Johansenegga auf.
Norwegische Kartographen, die den Berg auch benannten, kartierten ihn anhand von Luftaufnahmen und Vermessungen der Dritten Norwegischen Antarktisexpedition (1956–1960).